# Municipio de Evan
El municipio de Evan (en inglés: Evan Township) es un municipio ubicado en el condado de Kingman en el estado estadounidense de Kansas. En el año 2010 tenía una población de 542 habitantes y una densidad poblacional de 5,76 personas por km².

## Geografía
El municipio de Evan se encuentra ubicado en las coordenadas 37°41′50″N 97°52′17″O / 37.69722, -97.87139. Según la Oficina del Censo de los Estados Unidos, el municipio tiene una superficie total de 94.07 km², de la cual 90,78 km² corresponden a tierra firme y (3,5 %) 3,29 km² es agua.

## Demografía
Según el censo de 2010, había 542 personas residiendo en el municipio de Evan. La densidad de población era de 5,76 hab./km². De los 542 habitantes, el municipio de Evan estaba compuesto por el 96,31 % blancos, el 0,18 % eran afroamericanos, el 1,11 % eran amerindios, el 1,11 % eran asiáticos, el 0,18 % eran isleños del Pacífico y el 1,11 % eran de una mezcla de razas. Del total de la población el 2,4 % eran hispanos o latinos de cualquier raza.